# Stara Ves Petrovska
Stara Ves Petrovska – wieś w Chorwacji, w żupanii krapińsko-zagorskiej, w gminie Petrovsko. W 2011 roku liczyła 170 mieszkańców.